# Atlas Blue
Atlas Blue — колишня бюджетна авіакомпанія, що базувалася в Марракеші, Марокко. Цей підрозділ авіакомпанії Royal Air Maroc виконував чартерні і регулярні польоти в країни Європи. Базовий аеропорт — Menara International Airport, Марракеш.

## Історія
Авіакомпанія була заснована 28 травня 2004 року і почала комерційні польоти 26 липня того ж року чартерними перевезеннями у Францію, використовуючи єдиний Boeing 737-400. Решта п'ять літаків Boeing 737-400 були отримані від материнської компанії Royal Air Maroc для розширення географії польотів в Бельгію, Німеччину, Італію і Велику Британію.
99,99% акцій Atlas Blue належить авіакомпанії Royal Air Maroc, інші 0,01% знаходяться у власності приватних інвесторів. За даними на березень місяць 2007 року в штаті перевізника працювало 167 співробітників.
8A, код авіакомпанії від IATA, раніше використовувався норвезької авіакомпанією Arctic Air з 2000 до 2004 року; вона припинила свою роботу.
З 21 січня 2010 вебсайт авіакомпанії Atlas Blue був виведений з сервісу, тепер його функції виконує сайт материнської компанії Royal Air Maroc 

## Пункти призначення

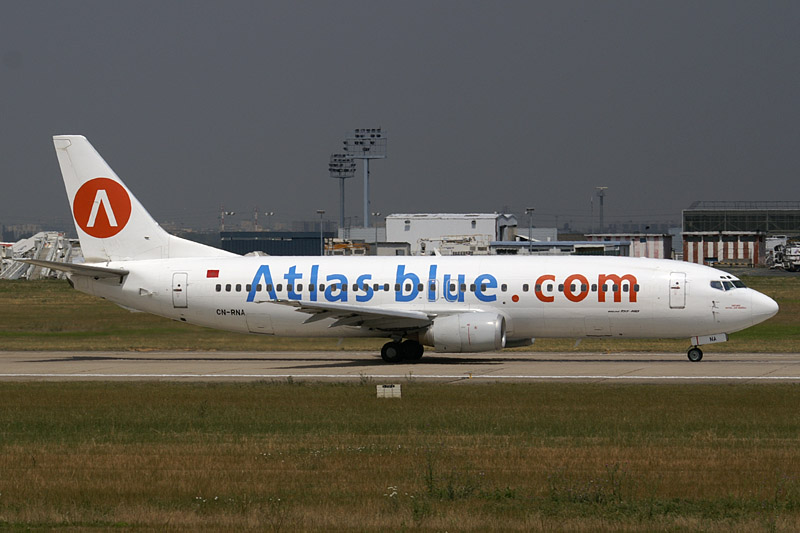
Boeing 737-400 авіакомпанії Atlas Blue

На лютий 2010 року Atlas Blue працював за такими напрямами (за даними працював тоді вебсайту):

### Африка
- Марокко
  - Агадір — Al Massira Airport основне місто
  - Ель-Хосейма — Cherif Al Idrissi Airport
  - Ес-Сувейра — Mogador Airport
  - Фес — Saïss Airport
  - Марракеш — Menara International Airport хаб
  - Надор — Nador International Airport основне місто
  - Уарзазате — Ouarzazate Airport
  - Уджда — Ангадс
  - Танжер — Ibn Batouta International Airport вторинний хаб

### Європа
- Бельгія
  - Брюссель — Брюссель основне місто
- Німеччина
  - Дюссельдорф — Дюссельдорф (сезонні рейси)
  - Франкфурт-на-Майні — Франкфурта
  - Мюнхен — Мюнхен (з 4 квітня 2010)
- Франція
  - Бордо — Bordeaux - Mérignac Airport
  - Лілль — Lesquin Airport
  - Ліон — Ліонський аеропорт Сент-Екзюпері
  - Марсель — Provence Airport
  - Мец/Нансі — Metz-Nancy-Lorraine Airport (сезонні рейси)
  - Нант — Atlantique Airport
  - Nice — Ніцца-Лазурний берег
  - Париж — Орлі
  - Тулуза — Бланьяк
- Італія
  - Мілан — Мальпенса
- Нідерланди
  - Амстердам — Схіпхол
- Іспанія
  - Барселона — Барселона
  - Мадрид — Барахас
- Швейцарія
  - Женева — Женева
- Велика Британія
  - Лондон
    - Хітроу
    - Гатвік

## Флот
На вересень 2009 року флот Atlas Blue складався з таких літаків: